# Chugungo
A Lontra felina, popularmente conhecida como lontra-do-mar, gato-do-mar ou chugungo, vive no litoral do Peru e do Chile. Antigamente, vivia em partes da Argentina, mas foi extinto deste país.
O chugungo vive principalmente nas costas rochosas, e pode penetrar em rios, mas isso não ocorre com muita frequência, e parece evitar as praias arenosas. Alimenta-se de peixes, crustáceos e moluscos.
O comprimento do corpo desta espécie de lontra varia entre 0,87m e 1,15m.
Este tipo de lontra não deve ser confundido com a lontra-marinha, outro tipo de lontra que também vive em água salgada, mas no litoral da América do Norte e do norte da Ásia.